# BroadwayWorld
BroadwayWorld es una página web de noticias de teatro con sede en la ciudad de Nueva York que cubre las producciones teatrales de Broadway, Off-Broadway, regionales e internacionales. La página web publica noticias de teatro, entrevistas, críticas y otras coberturas relacionadas con el teatro. También incluye un tablón de anuncios por internet para los aficionados al teatro.

## Historia
El sitio se fundó en 2003 para cubrir noticias de teatro. En septiembre de 2018, la página web contaba con 5,5 millones de lectores mensuales por internet y un Alexa PageRank de 16.156 en todo el mundo. El sitio también produce premios anuales votados por los aficionados y concursos relacionados con diversos tipos de producción.
BroadwayWorld añadió una norma de transparencia salarial a su portal de empleo en marzo de 2021 gracias a la defensa de On Our Team y Costume Professionals for Wage Equity.